# Placozoa
I Placozoi (Placozoa) sono l'unico phylum del sottoregno Phagocytellozoa. Si tratta di organismi marini di acque basse, microscopici e somiglianti vagamente alle amebe, non più grandi di alcuni millimetri e spessi qualche decimo di millimetro. A suo tempo furono ritenuti erroneamente fasi larvali di meduse; ma in seguito (1971) è stato accertato che costituiscono un phylum a sé stante e sembrano rappresentare il modello più realistico di metazoo ancestrale.

## Descrizione
Si muovono lentamente strisciando o nuotando liberamente servendosi di ciglia e di contrazioni attive del corpo; così facendo le cellule ventrali specializzate ingeriscono l'alimento rappresentato da alghe e protozoi. 
Si tratta di organismi caratterizzati da un'organizzazione assai semplice, non molto diversa dai probabili pionieri dei metazoi, con corpo marcatamente depresso, formato da due foglietti (condizione diploblastica, come i Celenterati), irregolare, sensibile, flagellato da entrambi i lati.
La faccia ventrale è costituita da cellule cubiche di origine endodermica, ciascuna fornita di un flagello ed intramezzate da cellule ghiandolari che assorbono per fagocitosi le particelle alimentari. La faccia dorsale è rivestita da un epitelio piatto di origine ectodermica, anch'esso flagellato ma privo di cellule ghiandolari; è il lato del corpo ove non si assiste a nutrizione. Fra i due foglietti cellulari si trovano cellule stellate e fusiformi immerse in un liquido, tutte collegate, che contraendosi permettono il movimento dell'organismo.
Mancano di apparato circolatorio e nervoso, mentre l'escrezione è affidata alla semplice diffusione tramite la superficie del corpo.

## Riproduzione
La riproduzione avviene in forma agamica mediante scissione binaria.
È plausibile anche la presenza di riproduzione sessuale attraverso gameti sviluppatisi nella massa cellulare interna, ma i dati sono scarsi ed insufficienti, soprattutto per quanto riguarda le fasi embrionali ed il ciclo vitale (esiste, tuttavia, la separazione precoce in soma e germen).

## Tassonomia
È ancora incerto quante (una o poche) specie appartengono a questo phylum, costituito nel 1971. Secondo vari studiosi ci sarebbe soltanto un'unica specie, la Trichoplax adhaerens; secondo altri il phylum comprenderebbe anche la Treptoplax reptans. Il problema è che questa seconda specie fu descritta nel 1896 ma da allora non è mai più stata segnalata né osservata; ciò ha portato molti studiosi a dubitare della sua esistenza.

### La posizione filogenetica dei Placozoi
Alcuni scienziati hanno suggerito che i Placozoi possano essere il ramo più primitivo degli animali per la loro estrema semplicità. Comunque, la scoperta che le cellule epiteliali sono connesse tramite giunzioni di proteine extracellulari (cintura di desmosomi), una condizione presente in tutti gli animali tranne le spugne, suggerisce che i placozoi possono essersi separati più tardi nella storia evolutiva animale.